# Scotinotylus columbia
Scotinotylus columbia là một loài nhện trong họ Linyphiidae.
Loài này thuộc chi Scotinotylus. Scotinotylus columbia được Ralph Vary Chamberlin miêu tả năm 1949.